# 33958 Zaferiou
33958 Zaferiou este o planetă minoră (asteroid), cu un diametru de 3,744 km, din centura de asteroizi. A fost descoperită pe 7 iulie 2000 la Experimental Test Site⁠(d) de Lincoln Near-Earth Asteroid Research. 
Obiectul prezintă o orbită caracterizată de o semiaxă mare de 2,2807398 UAi, o excentricitate de 0,19, o înclinație de 6,49009 ° în raport cu ecliptica.